# 엘리스 쇼트
엘리스 쇼트(Ellis Short, 1960년 10월 6일 ~ )는 미국의 기업인이자, 잉글랜드 프리미어리그의 선덜랜드 AFC의 전 회장이자 펀드 기업 론스타의 경영자였다.

## 일생과 경력
미주리주 인디펜던스 출생으로, 1979년 ~ 1983년 미주리 대학교를 다닌 후 제너럴 일렉트릭에서 짧게 일한 뒤 텍사스주 댈러스를 기반으로 파트너 존 그레이켄과 함께 펀드 회사 론스타를 세웠다.
2003년 대한민국의 외환은행을 인수했다가 체포 영장이 발부되기도 했으며, 이후 은퇴했으나 같은 해 2300만 파운드에 회원 전용 호텔과 스코틀랜드 컨트리 클럽에 대한 스카보 성을 구입하였다.
2008년 9월 아일랜드의 드루마빌리 컨소시엄과 함께 잉글랜드 프리미어리그의 선덜랜드 AFC의 지분 30%를 구입하였다.

## 같이 보기
- 선덜랜드 AFC